# Anne-Cécile Vandalem
Anne-Cécile Vandalem, est une metteuse en scène, autrice et actrice belge née le 9 février 1979 à Liège.

## Biographie
Après des études d’interprétation au Conservatoire royal de Liège, Anne-Cécile Vandalem commence sa carrière en tant qu’actrice auprès de divers metteurs en scène et collectifs théâtraux belges.
C'est en 2003, qu'elle débute son travail d’écriture dramatique avec Zaï Zaï Zaï Zaï (2003), suivi par Hansel et Gretel (2005). Depuis lors, la fiction est la forme de prédilection de l’autrice.
De 2008 à  2013, elle s’engage dans l’écriture et la réalisation d’une trilogie sur la thématique de l’habitation vue comme le lieu de confinement et d’isolement par lequel et avec lequel tout arrive. Partant d'univers ultra-réalistes, elle définit le cadre de tragédies domestiques à la fois individuelles avec (Self) Service (2008), familiales avec Habit(u)ation (2011) et collectives avec After the Walls (Utopia) (2013)
Parallèlement à cette trilogie, elle crée Michel Dupont, réinventer le contraire du monde, une fable sonore pour adultes et adolescents.
En 2014, Anne-Cécile Vandalem entame l’exploration des modalités de la posture et de l’imposture. Elle questionne la capacité d’action et de transformation du réel d’un sujet/individu au sein des différentes sphères sociétales et aborde la problématique du dévoilement et de la fragilité comme posture honnête et/ou stratégique au sein de son écriture. Elle crée trois dispositifs : Still too sad to tell you (installation vidéo), Que puis-je faire pour vous ? (projet dans l’espace public) et Looking for dystopia (œuvre multimédia).
Vient ensuite Tristesses,, le premier volet d’une trilogie sur les grands échecs de l’humanité, créé au Festival d'Avignon 2016. Tristesses est un spectacle qui allie le théâtre, le cinéma et la musique, qui lui vaudra le prix du meilleur spectacle aux Prix de la critique 2016 (Be) et le prix autrice « spectacle vivant » par la SACD(Be).
Arctique,, deuxième volet de cette trilogie, est présenté lors de la 72ème édition du festival d'Avignon. Ce spectacle, à mi-chemin entre théâtre, cinéma et musique; est un polar sur fond de réchauffement climatique,.
Kingdom, dernier volet de cette trilogie, est créé au Festival d’Avignon en juillet 2021.    
Anne-Cécile travaille également à l’étranger, notamment à la Schaubühne de Berlin (De), où elle crée Die Anderen (2019).
En 2024, Anne-Cécile entame un nouveau cycle de créations DES MONDES HANTÉS qui, partant de nos impasses et de nos aveuglements, tentera de rendre visibles certaines histoires-fantômes que nos récits dominants nous empêchent d’entendre.

## Créations
- 2003 : Zaï Zaï Zaï Zaï (en collaboration avec Jean-Benoît Ugeux), Victoria Theater à Gand
- 2006 : Hansel et Gretel (en collaboration avec Jean-Benoît Ugeux), Festival Émulation au Théâtre de la Place à Liège
- 2008 : (Self) Service, Théâtre Vidy-Lausanne
- 2010 : Habit(u)ation, Théâtre de Namur
- 2012 : MicheI Dupont, réinventer le contraire du monde, La Manufacture à Avignon
- 2013 : After The Walls (UTOPIA)
- 2014 : Looking for Dystopia
- 2015 : Que puis-je faire pour vous ?, Festival Ville en Jeu(x) Mons2015
- 2015 : Still too sad to tell you, Festival XS (Théâtre national de Belgique)
- 2016 : Tristesses, Théâtre de Liège
- 2018 : Arctique, Théâtre national de Belgique
- 2019 : Die Anderen[12], Schaubühne am Lehniner Platz
- 2021 : Kingdom[13], Festival d'Avignon

## Distinctions
- 2003 : Nomination « Jeune espoir féminin » pour Et Dieu ! aux Prix du Théâtre
- 2007 : Prix de la découverte pour Hansel et Gretel aux Prix du Théâtre
- 2009 : Nomination « Meilleure création artistique et technique » pour (Self) Service aux Prix de la critique
- 2011 : Prix « Meilleur spectacle » et « Meilleure création artistique et technique » pour Habit(u)ation aux Prix de la critique
- 2012 : Nomination « Meilleure création artistique et technique » pour Michel Dupont aux Prix de la critique
- 2013 : Prix « Meilleur seul en scène » pour After The Walls (UTOPIA) aux Prix de la critique
- 2016 : Prix « Meilleur spectacle[14] » pour Tristesses aux Prix de la critique
- 2016 : Prix autrice « spectacle vivant » pour Tristesses »' aux Prix SACD
- 2018 : Prix « Meilleur spectacle étranger[15],[16] » et « Meilleurs compositeurs de musique de scène » aux Grands Prix de la Critique.